# Crida per la Terra
Crida per la Terra fou un partit polític català que, durant la seva curta existència, es va definir com a independentista, ecologista i d'esquerres.
La formació tenia com a origen el manifest Crida a la Unitat Popular: per la terra, el treball i la dignitat!, publicat el maig de 2010 i signat per alguns regidors de la CUP, entre d'altres. Al juliol, el partit es constituïa amb el nom Crida per la Terra, amb el qual tenia previst presentar-se a les eleccions del 2010 en coalició amb Alternativa Verda i Revolta Global, i posteriorment amb Reagrupament i Solidaritat Catalana. A l'octubre, la formació trencava les negociacions amb Reagrupament, plantejant-se llavors un pacte amb SI o concórrer a les eleccions en solitari. Finalment, Crida per la Terra va decidir no presentar-s'hi, i va desaparèixer poc després.
Entre les personalitats que donaren suport a la formació hi havia Agustí Barrera, Josep Dalmau i Pep Riera.